# مهدی‌آباد (عنبرآباد)
مهدی‌آباد روستایی در دهستان مردهک بخش جبالبارز جنوبی شهرستان عنبرآباد استان کرمان ایران است.

## جمعیت
بر پایه سرشماری عمومی نفوس و مسکن در سال ۱۳۹۵ این روستا بدون جمعیت بوده‌است.